# Éva Janikovszky
Éva Janikovszky (Szeged, 23 de abril de 1926 – Budapest, 14 de julio de 2003) fue una escritora húngara.
Escribió novelas tanto para niños como adultos, pero se le conoce principalmente por sus libros infantiles, que han sido traducidos a 35 idiomas. Su primer libro fue publicado en 1957. Entre sus libros ilustrados más famosos están "Si yo fuera un adulto" y "¿A quién se parece este niño?".
Ganó el Deutscher Jugendliteraturpreis en 1973.
En español  solo se conoce su literatura infantil , publicada en Budapest  con estos títulos: "Si yo fuera mayor"1977,"Lo sabes tú también" 1976,"Siempre me ocurre algo"1977 y "Lo creas o no"1977.Todas ellas de editorial Daimon. El primer libro,posiblemente el más difundido también se publicó en España en 2016 y 2018, edit. Silonia.La versión de Silonia en la que no consta la autoría de una nueva traducción , tiene variaciones del lenguaje respecto a la primera versión en español de María Kasa.
http://celdasdepapel.blogspot.com/2020/11/eva-janikovszky-o-una-sincronicidad-de.html